# Débora Bloch
Débora Bloch (Belo Horizonte, 29 de maio de 1963) é uma atriz e diretora brasileira prolífica no teatro, televisão e cinema, sendo vencedora do Kikito de ouro de melhor atriz no Festival de Gramado e outros diversos outros prêmios de prestígio da indústria. Conhecida por sua versatilidade em seus papéis que variam entre a comédia e o drama. É ganhadora de vários prêmios, incluindo quatro Prêmios APCA, um Troféu Imprensa, um Prêmio Shell, e dois Prêmios Qualidade Brasil, além de ter recebido uma indicação ao Grande Otelo e três indicações ao Prêmio Guarani.
Após estudar atuação no Teatro Ipanema, Débora iniciou sua carreira com personagens no teatro e na televisão. Logo no início de seus trabalhos na televisão, alcançou um grande papel em uma novela do horário nobre, Sol de Verão, em 1982, ganhando o Prêmio APCA e sendo indicada ao Troféu Imprensa de revelação do ano por sua performance. Ela conquistou sua primeira aclamação da crítica no cinema em 1984, com suas atuações nos filmes Bete Balanço e Noites do Sertão, o qual lhe rendeu prêmios nos principais festivais de cinema do país, incluindo o Festival de Gramado e o Festival de Brasília.
Bloch foi consagrada no humor com seus personagens variados no programa TV Pirata, que foi líder de audiência entre 1988 e 1992. Voltou às novelas em 1996 como a vilã Teodora em Salsa e Merengue, sendo novamente aclamada por sua atuação, a qual lhe rendeu o Troféu Imprensa de Melhor Atriz. Em 2010, foi indicada pela Academia Brasileira de Cinema ao Grande Otelo de Melhor Atriz por sua atuação em À Deriva. Ela também alcançou sucesso com suas personagens na televisão em Caminho das Índias (2009), Cordel Encantado (2011), Avenida Brasil (2012), Sete Vidas (2015) e mais recentemente em Segunda Chamada (2019–2021), que lhe rendeu seu quarto Prêmio APCA.
Recentemente, interpretou a firme e egoísta Deodora, esposa do coronel Tertúlio Aguiar (personagem de José de Abreu) e uma das antagonistas da novela das seis Mar do Sertão (2022-2023), repetindo o papel em No Rancho Fundo.

## Biografia
Descendente de judeus imigrantes da Ucrânia por parte de pai e mãe, é filha do também ator Jonas Bloch, sobrinho-neto do fundador da Rede Manchete, Adolpho Bloch, e filha de Rebeca Bloch. Seu bisavô (o avô paterno de Jonas), era irmão de Joseph Bloch, pai de Adolpho, conforme citado no livro Os Irmãos Karamabloch, escrito por Arnaldo Bloch, sobrinho-neto de Adolpho. Sua família paterna é oriunda da cidade de Jitomir.
Seu contato com as artes cênicas começou cedo, quando, ainda pequena, ela e a irmã acompanhavam o pai, a ensaios e montagens de peças teatrais. Aos sete anos, viu o pai lutar esgrima com Walmor Chagas no quintal de sua casa, durante um ensaio de Hamlet. Cresceu fascinada com a profissão. Aos 17 anos, após fazer o curso de Ivan Albuquerque, Rubens Corrêa e Amir Haddad no Teatro Ipanema; embora tenha passado para duas opções no vestibular — História e Comunicação; escolheu seguir carreira nos palcos.

## Vida pessoal
De 1987 a 1989 manteve uma união conjugal com o diretor e fotógrafo Edgar Moura, e de 1991 a 2006 foi casada com o chef e empresário francês Olivier Anquier. Juntos, o casal teve dois filhos, nascidos de parto normal, no Rio de Janeiro: Júlia Bloch Anquier, nascida em 1993, e Hugo Bloch Anquier, nascido em 1997. Desde o começo de 2018 a atriz vive com o marido, o produtor português João Nuno Martins no seu apartamento na zona sul carioca.
Em entrevistas a atriz declarou ser feminista e a favor da legalização do aborto, para que mulheres pobres tenham o direito de escolher o que fazer com seu corpo e sua vida em condições mínimas de higiene e segurança. Também revelou ter feito um aborto aos vinte anos de idade, quando engravidou do primeiro namorado e estava iniciando sua carreira artística. Revelou que jamais se arrependeu desse ato, e que o procedimento foi seguro, realizado em uma consultório particular de seu próprio ginecologista, e que foi feito com o dinheiro e o consentimento de seu namorado na época.

## Carreira

### 1980-1999
Sua estreia profissional foi, em 1980, na peça Rasga Coração, substituindo Lucélia Santos. Nesse mesmo ano fez uma participação especial em Água Viva. Passou a integrar o grupo teatral Manhas e Manias, que apresentava espetáculos cheios de humor, circo e música, sendo contemporânea dos atores Andréa Beltrão, Chico Diaz e Pedro Cardoso, com quem encenou peças como Brincando com Fogo, em 1982, e Recordações do Futuro, em 1983, criações coletivas do grupo, que ganhou 13 prêmios por seus espetáculos infantis. Ao todo, atuou em dez peças, entre elas Fica Comigo Esta Noite, de 1990, com a qual foi premiada com o Shell de melhor atriz; Cinco Vezes Comédia, de 1996; Duas Mulheres e Um Cadáver, de 2000, em que dividiu o palco com Fernanda Torres; e Tio Vanya, de 2003, em que além de atuar e contracenar com o ator Diogo Vilela, foi responsável também pela produção da peça, tendo recebido o prêmio Qualidade Brasil de melhor atriz teatral na categoria Drama.
A estreia na TV Globo aconteceu em 1981, quando foi escalada para fazer a personagem Lívia na novela Jogo da vida, com o qual ganhou o prêmio de atriz revelação da Associação Paulista de Críticos de Arte. Em 1982, emendou com a personagem Clara de Sol de Verão, em que contracenou com Tony Ramos, Jardel Filho e Irene Ravache.

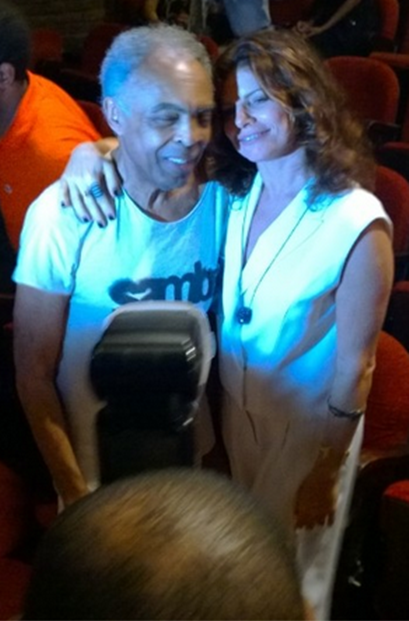
Débora e Gilberto Gil, no Teatro Net, 2014

Fazendo cinema e teatro ao mesmo tempo em que dava os primeiros passos na TV, ficou reclusa das novelas por quatro anos, limitando-se a participações especiais em seriados da emissora. Em 1984, participou da trilha musical de Bete Balanço, sua estreia nos cinemas, com o qual ganhou o prêmio Air France de melhor atriz. Depois, atuou no longa Noites do Sertão, que lhe valeu os prêmios de melhor atriz no 17º Festival de Brasília do Cinema Brasileiro, no 17º Festival Brasileiro de Cinema de Gramado, e no 24º Festival de Cinema de Cartagena. Foi o início de uma carreira cinematográfica que inclui dez atuações em filmes. Em 1986, adotou uma postura masculinizada para viver a mecânica Ana Machadão da novela Cambalacho.
Com a estreia do humorístico TV Pirata, em 1988, mostrou versatilidade e talento para o humor ao interpretar diferentes personagens em uma série de esquetes e quadros fixos. Adelaide Catarina, a repórter de TV cheia de tiques, foi uma das que entraram para a galeria de tipos inesquecíveis do programa. Em 1990, o TV Pirata saiu do ar, para voltar a ser exibido dois anos depois. Nesse intervalo, foi escalada para a minissérie A, E, I, O... Urca e, em 1991, atuou no humorístico Doris para Maiores, primeiro programa regular a contar com as atuações do grupo Casseta & Planeta. Com o fim do TV Pirata em 1992 voltou a fazer novelas, tendo participado de Deus nos Acuda.
Em 1993 participou do embrião da série A Comédia da Vida Privada que foi exibido dentro de um Brasil Especial, e depois, em 1995, participaria de mais três episódios da série em si. Em 1994 aceitou o convite para viver a protagonista do remake de As Pupilas do Senhor Reitor, transferindo-se para o SBT. E ainda esteve presente no elenco do filme Veja Esta Canção tendo recebido o prêmio de melhor atriz no Festival Latino - Americano de Rhode Island (EUA) e Associação Paulista de Críticos de Arte. Morou por dois anos em São Paulo com o marido, o francês Olivier Anquier, e a filha Júlia até voltar para a TV Globo, em 1996, no papel da sofisticada e irônica Teodora de Salsa e Merengue. Também em 1996 atuou em vários episódios da série A Vida Como Ela É..., exibida dentro do dominical Fantástico. Em 1998, fez parte do elenco fixo do humorístico Vida ao Vivo Show, sitcom exibida dentro do dominical Fantástico e, em 1999, co-protagonizou Andando nas Nuvens, na pele da jornalista Júlia Montana.

### 2000-presente
A partir daí seriam mais seis anos sem fazer novelas tendo participado de outras produções da emissora, entre elas, a minissérie A Invenção do Brasil de 2000, produzida em comemoração aos 500 anos da descoberta do Brasil, trabalho esse que também ganhou uma versão para o cinema. Na minissérie, interpretou Isabelle, francesa que disputa o amor de Caramuru (Selton Mello) com a índia Paraguaçú (Camila Pitanga). Em 2004, protagonizou ao lado de Andréa Beltrão e Diogo Vilela, o quadro do Fantástico, As 50 Leis do Amor.

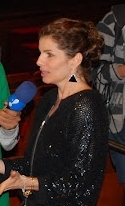
Débora entrevistada no II Festival Paulínia de Cinema, em 2009

Em 2005 retornou as novelas atuando em A Lua me Disse, como a politicamente incorreta Madô, dondoca consumista e inescrupulosa, que caiu nas graças do público. Na programação da Rede Globo desse dado ano, atuou no piloto do humorístico Toma Lá Dá Cá, como Rita, personagem que na série original seria feita pela atriz Marisa Orth. Daí em diante inicia uma série de participações em minisséries. Em 2006, após a desistência da atriz Maria Fernanda Cândido de integrar o elenco da minissérie JK, devido a sua gestação, Débora a substituiu dando vida à corista Dora Amar. No ano seguinte, encarnou personagem de grande destaque na minissérie Amazônia, de Galvez a Chico Mendes, onde deu vida a Beatriz, amante do protagonista Galvez, de José Wilker. Por último, em 2008, despontou como a artista plástica Lena da minissérie Queridos Amigos.
Em 2009 co-protagonizou a novela Caminho das Índias, como Sílvia, mulher que inicia a trama casada com um empresário rico, porém vive um casamento infeliz. Sua personagem então busca refúgio na amizade da amiga dos tempos de escola Yvone, sem saber que essa almeja dar um golpe em seu marido. Foi protagonista da série Separação?!, com a protagonista Karin. De 2004 a 2011 a atriz foi a locutora oficial da rede de rádios Oi FM. A atriz esteve no ar em Cordel Encantado na pele da vilã Duquesa Úrsula, sendo muito elogiada pela sua atuação. Em 2012, interpretou a consumista e fútil Verônica em Avenida Brasil, uma das esposas do executivo mulherengo Cadinho (Alexandre Borges). Em 2013 é escalada para a refilmagem de Saramandaia, no qual interpretou Risoleta, originalmente vivida por Dina Sfat na primeira versão. Em 2015, interpreta a jornalista Lígia em Sete Vidas, repetindo par romântico novamente com Domingos Montagner. Em 2019 protagoniza o seriado Segunda Chamada como uma professora com a missão de ajudar adultos de 18 a 70 anos a se formarem no Ensino Médio.

## Filmografia

### Televisão
| Ano       | Título                             | Personagem                              | Nota                                                       |
| --------- | ---------------------------------- | --------------------------------------- | ---------------------------------------------------------- |
| 1981      | Jogo da Vida                       | Lívia Ramos Cruz                        |                                                            |
| 1982      | Sol de Verão                       | Clara Porto Machado                     |                                                            |
| 1983      | Caso Especial                      | Jéssica                                 | Episódio: "Demônios do Posto Cinco"                        |
| 1983      | Caso Especial                      | Marcinha                                | Episódio: "A Idade Sem Razão"                              |
| 1984      | Os Trapalhões                      | Ela mesma                               | no merchandising da Caloi com Didi Episódio: "25 de março" |
| 1985      | Armação Ilimitada                  | Sandrinha                               | Episódio: "Perdidos na Selva"                              |
| 1985      | Armação Ilimitada                  | Kate Machoney                           | Episódio: "A Dama de Couro"                                |
| 1986      | Cambalacho                         | Ana Maria Machado (Ana Machadão)        |                                                            |
| 1987      | Wandergleyson Show                 | Várias personagens                      | Especial de fim de ano                                     |
| 1988–1992 | TV Pirata                          | Várias personagens                      |                                                            |
| 1990      | A, E, I, O... Urca                 | Sílvia Donazzi                          |                                                            |
| 1991      | Doris para Maiores                 | Várias personagens                      |                                                            |
| 1993      | Deus Nos Acuda                     | Roberta                                 | Episódio: "27 de março"                                    |
| 1994      | Confissões de Adolescente          | Drª. Raquel Goldenstein                 | Episódios: "Despertar da Primavera" e "Uma Mulher Moderna" |
| 1994      | As Pupilas do Senhor Reitor        | Margarida da Silva (Guida)              |                                                            |
| 1995      | A Comédia da Vida Privada          | Várias personagens                      |                                                            |
| 1996      | A Vida Como Ela é...               | Várias personagens                      |                                                            |
| 1996      | Salsa e Merengue                   | Teodora Bentes da Gama                  |                                                            |
| 1998–1999 | Vida ao Vivo Show                  | Várias personagens                      |                                                            |
| 1999      | Andando nas Nuvens                 | Júlia Montana                           |                                                            |
| 1999      | Andando nas Nuvens                 | Eva Montana (jovem)                     |                                                            |
| 2000      | A Invenção do Brasil               | Isabelle de Avezac, Marquesa de Sevigny |                                                            |
| 2001      | A Grande Família                   | Maria de Fátima / Fernanda              | Episódio: "Papai Está com a Cachorra"                      |
| 2001      | Os Normais                         | Vivian                                  | Episódio: "Um Dia Normal"                                  |
| 2002      | Os Normais                         | Diana                                   | Episódio: "Uma Amizade Normal"                             |
| 2002      | Os Normais                         | Suely                                   | Episódio: "Gente Normal e Civilizada"                      |
| 2004      | As 50 Leis do Amor                 | Bia                                     |                                                            |
| 2005      | A Lua Me Disse                     | Maria Dorotéia Sá Marques Dantas (Madô) |                                                            |
| 2005      | Damas e Cavalheiros                | Várias personagens                      |                                                            |
| 2005      | Toma Lá, Dá Cá                     | Rita de Almeida Moreira                 | Especial de fim de ano                                     |
| 2006      | JK                                 | Dora Amar                               |                                                            |
| 2007      | Amazônia, de Galvez a Chico Mendes | Beatriz                                 |                                                            |
| 2007      | Minha Nada Mole Vida               | Ellen                                   | Episódio: "Noite de Queijos e Vinhos"                      |
| 2008      | Queridos Amigos                    | Helena Fernandes Moretti (Lena)         |                                                            |
| 2009      | Caminho das Índias                 | Sílvia Cadore                           |                                                            |
| 2010      | Separação?!                        | Karin Vianna                            |                                                            |
| 2011      | Cordel Encantado                   | Duquesa Úrsula de Bragança              |                                                            |
| 2012      | Avenida Brasil                     | Verônica Magalhães Queirós              |                                                            |
| 2013      | Saramandaia                        | Risoleta Camargo                        |                                                            |
| 2015      | Sete Vidas                         | Lígia Fiúza Macedo                      |                                                            |
| 2016      | Tá no Ar: a TV na TV               | Ela mesma                               | Episódio: "8 de março"                                     |
| 2016      | Justiça                            | Elisa de Almeida                        |                                                            |
| 2018      | Treze Dias Longe do Sol            | Gilda P. Ribeiro                        |                                                            |
| 2018      | Onde Nascem os Fortes              | Rosinete Gouveia                        |                                                            |
| 2019–2021 | Segunda Chamada                    | Profª. Lúcia Marques Rocha              |                                                            |
| 2020      | Diário de Um Confinado             | Adelaide                                | Também diretora da temporada 2                             |
| 2020      | Mulheres Espetaculares             | Narradora                               | Episódio: "11 de outubro"                                  |
| 2021      | Meu Amigo Bussunda                 | Ela mesma                               |                                                            |
| 2022–2023 | Mar do Sertão                      | Deodora Montijo Aguiar                  |                                                            |
| 2024      | No Rancho Fundo                    | Deodora Montijo Aguiar                  |                                                            |
| 2025      | Vale Tudo                          | Odete de Almeida Roitman                |                                                            |

### Cinema
| Ano  | Título                          | Personagem                             |
| ---- | ------------------------------- | -------------------------------------- |
| 1984 | Bete Balanço                    | Bete                                   |
| 1984 | Noites do Sertão                | Maria da Glória                        |
| 1984 | Patriamada                      | Carolina                               |
| 1986 | Sonho Sem Fim                   | Clara                                  |
| 1988 | O Grande Mentecapto             | Marialva                               |
| 1994 | Veja Esta Canção                | Sandra                                 |
| 1995 | Felicidade É...                 | Maria                                  |
| 1997 | A Ostra e o Vento               | Mãe de Marcela                         |
| 2000 | Bossa Nova                      | Tânia                                  |
| 2001 | Caramuru - A Invenção do Brasil | Isabelle Vielmond, Marquesa de Sevilha |
| 2009 | À Deriva                        | Clarice                                |
| 2013 | A Farra do Circo                | Ela mesma                              |
| 2022 | O Debate                        | Paula                                  |

## Teatro
| Ano  | Título                                                    | Personagem |
| ---- | --------------------------------------------------------- | ---------- |
| 1980 | Rasga Coração                                             |            |
| 1981 | Denise Stoklos                                            |            |
| 1982 | Brincando com Fogo                                        |            |
| 1983 | Recordações do Futuro                                     |            |
| 1987 | Ataliba - A Gata Safira                                   |            |
| 1990 | Fica Comigo Esta Noite                                    | Laura      |
| 1995 | Kean                                                      | Ana Damby  |
| 1996 | 5X Comédia                                                |            |
| 2000 | Duas Mulheres e Um Cadáver                                | Beatriz    |
| 2003 | Tio Vânia                                                 | Helena     |
| 2007 | Brincando em Cima Daquilo                                 |            |
| 2016 | Os Realistas                                              | Pônei      |
| 2019 | Antes que a Definitiva Noite se Espalhe em Latino América |            |

## Prêmios e indicações
| Ano  | Premiação                                     | Categoria                                    | Trabalho                           | Resultado |
| ---- | --------------------------------------------- | -------------------------------------------- | ---------------------------------- | --------- |
| 1982 | Troféu Mambembe                               | Melhor Atriz                                 | Brincando com Fogo                 | Indicada  |
| 1982 | Prêmio APCA de Televisão                      | Melhor Revelação do Ano                      | Sol de Verão                       | Venceu    |
| 1983 | Troféu Imprensa                               | Melhor Atriz Revelação                       | Sol de Verão                       | Indicada  |
| 1984 | Prêmio Air France de Cinema                   | Melhor Atriz                                 | Bete Balanço                       | Venceu    |
| 1984 | Festival de Cinema de Gramado                 | Melhor Atriz                                 | Noites do Sertão                   | Venceu    |
| 1984 | Festival de Cinema de Brasília                | Melhor Atriz                                 | Noites do Sertão                   | Venceu    |
| 1984 | Festival Internacional de Cinema de Cartagena | Melhor Atriz                                 | Noites do Sertão                   | Venceu    |
| 1985 | Troféu APCA                                   | Melhor Atriz em Cinema                       | Noites do Sertão                   | Venceu    |
| 1990 | Prêmio Shell                                  | Melhor Atriz                                 | Fica Comigo Esta Noite             | Venceu    |
| 1991 | Prêmio Moinho Santista                        | Melhor Atriz                                 | Fica Comigo Esta Noite             | Venceu    |
| 1994 | Festival Latino-Americano de Rhode Island     | Melhor Atriz                                 | Veja Esta Canção                   | Venceu    |
| 1994 | Troféu APCA                                   | Melhor Atriz em Cinema                       | Veja Esta Canção                   | Venceu    |
| 1995 | Prêmio APETESP de Teatro                      | Melhor Atriz                                 | Kean                               | Indicada  |
| 1996 | Prêmio Contigo! de TV                         | Melhor Atriz Cômica                          | Salsa e Merengue                   | Venceu    |
| 1996 | Prêmio Melhores do Ano da Revista da TV       | Melhor Atriz                                 | Salsa e Merengue                   | Venceu    |
| 1997 | Troféu Imprensa                               | Melhor Atriz                                 | Salsa e Merengue                   | Venceu    |
| 2001 | Prêmio Guarani de Cinema Brasileiro           | Melhor Atriz Coadjuvante                     | Caramuru, a Invenção do Brasil     | Indicada  |
| 2002 | Prêmio Guarani de Cinema Brasileiro           | Melhor Atriz Coadjuvante                     | Bossa Nova                         | Indicada  |
| 2004 | Prêmio Arte Qualidade Brasil                  | Melhor Atriz em Peça Dramática               | Tio Vânia                          | Venceu    |
| 2005 | Prêmio Arte Qualidade Brasil                  | Melhor Atriz Coadjuvante                     | A Lua me Disse                     | Indicada  |
| 2007 | Prêmio Arte Qualidade Brasil                  | Melhor Atriz em Seriado ou Projeto Especial  | Amazônia, de Galvez a Chico Mendes | Indicada  |
| 2008 | Prêmio Qualidade Brasil                       | Melhor Atriz em Minissérie ou Telefilme      | Queridos Amigos                    | Indicada  |
| 2010 | Grande Prêmio do Cinema Brasileiro            | Melhor Atriz                                 | À Deriva                           | Indicada  |
| 2010 | Prêmio Contigo! de Cinema Nacional            | Melhor Atriz                                 | À Deriva                           | Indicada  |
| 2010 | Prêmio Guarani de Cinema Brasileiro           | Melhor Atriz                                 | À Deriva                           | Indicada  |
| 2010 | Prêmio Arte Qualidade Brasil                  | Melhor Atriz Seriado ou Projeto Especial     | Separação?!                        | Venceu    |
| 2011 | Prêmio Contigo! de TV                         | Melhor Atriz de Série ou Minissérie          | Separação?!                        | Indicada  |
| 2011 | Prêmio Arte Qualidade Brasil                  | Melhor Atriz Coadjuvante                     | Cordel Encantado                   | Indicada  |
| 2011 | Melhores do Ano - MdeMulher                   | Melhor Atriz                                 | Cordel Encantado                   | Indicada  |
| 2011 | Melhores do Ano - MdeMulher                   | Melhor Vilão/Vilã                            | Cordel Encantado                   | Indicada  |
| 2012 | Prêmio Quem de Televisão                      | Melhor Atriz Coadjuvante                     | Avenida Brasil                     | Indicada  |
| 2013 | Prêmio Quem de Televisão                      | Melhor Atriz                                 | Saramandaia                        | Indicada  |
| 2014 | Prêmio Contigo! de TV                         | Melhor Atriz de Novela                       | Saramandaia                        | Indicada  |
| 2015 | Prêmio Quem de Televisão                      | Melhor Atriz                                 | Sete Vidas                         | Indicada  |
| 2016 | Prêmio Extra de Televisão                     | Melhor Atriz                                 | Justiça                            | Indicada  |
| 2016 | Melhores do Ano                               | Melhor Atriz de Série, Minissérie ou Seriado | Justiça                            | Indicada  |
| 2016 | Prêmio Quem de Televisão                      | Melhor Atriz                                 | Justiça                            | Indicada  |
| 2016 | Prêmio APCA de Televisão                      | Melhor Atriz                                 | Justiça                            | Indicada  |
| 2016 | Prêmio Cesgranrio de Teatro                   | Melhor Atriz                                 | Os Realistas                       | Venceu    |
| 2016 | Prêmio Cariocas do Ano                        | Teatro                                       | Os Realistas                       | Venceu    |
| 2016 | Prêmio Aplauso Brasil                         | Melhor Elenco                                | Os Realistas                       | Indicada  |
| 2016 | Prêmio APTR de Teatro                         | Melhor Atriz                                 | Os Realistas                       | Indicada  |
| 2016 | Prêmio Shell                                  | Melhor Atriz                                 | Os Realistas                       | Indicada  |
| 2018 | Prêmio Extra de Televisão                     | Melhor Atriz Coadjuvante                     | Onde Nascem os Fortes              | Indicada  |
| 2019 | Prêmio APCA de Televisão                      | Melhor Atriz de Televisão                    | Segunda Chamada                    | Venceu    |
| 2019 | Prêmio F5                                     | Melhor Atriz de Série Dramática              | Segunda Chamada                    | Indicada  |
| 2019 | Troféu UOL TV e Famosos                       | Melhor Atriz                                 | Segunda Chamada                    | Indicada  |
| 2019 | Prêmio Contigo! de TV                         | Melhor Atriz de Série ou Minissérie          | Segunda Chamada                    | Indicada  |
| 2019 | Prêmio Faz Diferença                          | Segundo Caderno/TV                           | Segunda Chamada                    | Venceu    |
| 2021 | Prêmio F5                                     | Melhor Atriz de Série                        | Segunda Chamada                    | Indicada  |
| 2021 | Prêmio APCA de Televisão                      | Melhor Atriz                                 | Segunda Chamada                    | Indicada  |
| 2023 | Festival Sesc Melhores Filmes                 | Melhor Atriz Nacional                        | O Debate                           | Indicada  |
| 2023 | Prêmio ArteBlitz de Novela                    | Melhor Atriz Vilã                            | Mar do Sertão                      | Indicada  |
| 2024 | Prêmio Área VIP                               | Melhor Atriz                                 | No Rancho Fundo                    | Pendente  |
| 2024 | Melhores do Ano - Duh Secco                   | Melhor Atriz                                 | No Rancho Fundo                    | Pendente  |